# Rhizoglossum bergianum
Rhizoglossum bergianum là một loài dương xỉ trong họ Ophioglossaceae. Loài này được Schltdl. C. Presl mô tả khoa học đầu tiên.